# Nat Holt Productions
Die Nat Holt Productions war eine US-amerikanische Filmproduktionsgesellschaft.
Als sich 1948 die Besitzverhältnisse bei der RKO änderten, machte sich der bisherige Produzent Nat Holt mit seiner eigenen Produktionsfirma selbstständig. Da er schon dreimal mit Randolph Scott zusammengearbeitet hatte und dieser bereits zuvor vertraglich mit der 20th Century-Fox in Verbindung stand, kam es bald zu einer Einigung zwischen den drei Vertragspartnern. Im zweifarbige Cinecolor entstanden so Canadian Pacific (1949), Die Stadt der rauhen Männer (1949) und Die Todesschlucht von Arizona (1950), die allesamt von Edwin L. Marin inszeniert wurden. Erst nach einer weiteren Tätigkeit als Produzent bei der Paramount kehrte Nat Holt mit seiner Firma ein letztes Mal eigenständig für eine Filmproduktion zurück. Die Hauptrolle in Die Stadt der toten Seelen (1955) übernahm erneut Randolph Scott. Der im dreifarbigen Technicolor gedrehte Streifen gab die RKO heraus.
Zwischen 1955 und 1956 kamen alle vier Westernfilme in die bundesdeutschen Lichtspielhäuser.